# Аэроотит
Аэроотит (от аэро и отит, также бароотит) — заболеваниe среднего уха, которое может развиться при перепадах барометрического давления (в полетах, в барокамере); вызывает ощущение заложенности, боль, иногда шум в ухе. Обычно встречаются у военных лётчиков, водолазов и подводников, но также вызываются взрывами, ударами ладонью по уху.